# Analgoidea
Analgoidea — надродина саркоптиформних кліщів підряду Astigmata. До надродини належать, переважно, паразити птахів (пір'яні кліщі). Представники деяких родин стали паразитами ссавців.

## Родини
- Alloptidae
- Analgidae
- Apionacaridae
- Avenzoariidae
- Cytoditidae
- Dermationidae
- Dermoglyphidae
- Epidermoptidae
- Heteropsoridae
- Laminosioptidae
- Proctophyllodidae
- Psoroptoididae
- Pteronyssidae
- Thysanocercidae
- Trouessartiidae
- Xolalgidae